# Bretignolles-sur-Mer
Bretignolles-sur-Mer è un comune francese di 4 183 abitanti situato nel dipartimento della Vandea nella regione dei Paesi della Loira.

## Società

### Evoluzione demografica
Abitanti censiti